# Jak jsem potkal ryby
Jak jsem potkal ryby je kniha spisovatele a novináře Oty Pavla z roku 1974. Většina děje se týká rybaření; vypovídá o autorově vztahu k rybám, řekám a přírodě.
Kniha je osobitým druhem autobiografie. Vznikla v posledních letech jeho života, který předčasně skončil roku 1973, a vyšla posmrtně následujícího roku. Je rozdělena na tři oddíly nazvané Dětství, Odvážný mladý muž a Návraty které mají dohromady přes dvě desítky kapitol.

## Děj knihy

### Dětství

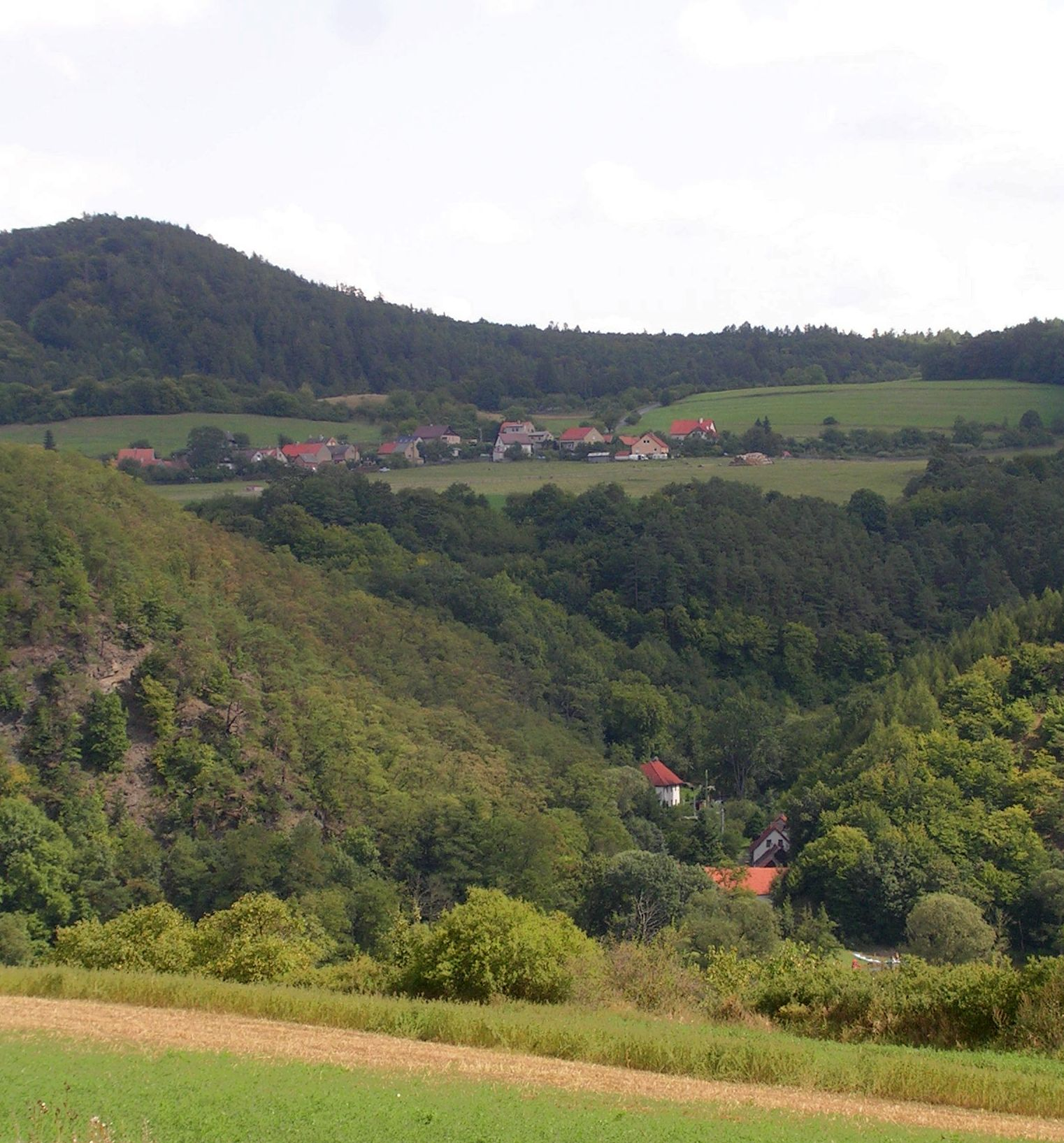
Pohled na Luh a Branov

Autor, nejmladší ze tří bratrů, popisuje své vzpomínky a zážitky z meziválečné doby, kdy s rodiči bydlel v Praze a společně jezdili na „letní byt“ do domku přívozníka Karla Proška v Luhu pod Branovem na Berounce. Prostřednictvím přívozníka a svého tatínka, kteří byli oba vášniví rybáři, se seznámil se světem ryb a řek, který mu rychle učaroval a podmanil si jej na celý život.
První díl dále vypráví autorovy vzpomínky z doby druhé světové války. V té době byl jeho otec a bratři deportováni do koncentračního tábora; autor zůstal sám s maminkou a přestěhovali se k přívozníkovi. V době nouze se jim nedostávalo potravin, a proto občas chodíval pytlačit ryby do Buštěhradu. Pytlačení mu však málem stalo osudným, když jej záhy vysledoval a po nějaké době chytil porybný; v kritické situaci se však ukázalo, že porybný má dobré srdce. Aby dostál své povinnosti, pustil jej s výpraskem naoko a poradil mu, kde může ryby chytat bezpečně.

### Odvážný mladý muž
Druhá část popisuje začátek autorovy dospělosti. Obsáhlá kapitola vypráví o splutí Lužnice a Vltavy na kanoi s přítelem; poté co vpluli do Vltavy, pokračovali do Prahy na voru jedněch z posledních vorařů. Další kapitoly popisují rybaření na moři, z polské ponorky v Baltském moři a ze člunu v Černém moři v Bulharsku.

### Návraty
Tématem třetího dílu jsou Pavlovy pokusy o návraty do dětství. Vypráví o tom, jak rybařil se svými bratry. Přitom obvykle touží ulovit své vysněné ryby, což jsou někdy velcí kapři, jindy legendární zlatí úhoři. V závěru knihy popisuje svoji duševní nemoc, která jej zastihla v době pobytu na zimních olympijských hrách v Innsbrucku roku 1964.

## Vydání knihy
Části knihy byly vydány v roce 1985 ve výboru Bohumila Svozila pod názvem Zlatí úhoři.